# Montegiorgio
Montegiorgio é uma comuna italiana da região dos Marche, província de Fermo, com cerca de 6.891 habitantes. Estende-se por uma área de 47 km², tendo uma densidade populacional de 147 hab/km². Faz fronteira com Belmonte Piceno, Falerone, Fermo, Francavilla d'Ete, Magliano di Tenna, Massa Fermana, Montappone, Monte San Pietrangeli, Monte Vidon Corrado, Rapagnano.

## Pessoas ligadas à Montegiorgio
- Carlotta Maggiorana, (1992), Miss Itália 2018

## Demografia
| Variação demográfica do município entre 1861 e 2011                               |
|                                                                                   |
| Fonte: Istituto Nazionale di Statistica (ISTAT) - Elaboração gráfica da Wikipedia |